# Orphula crassa
Orphula crassa är en insektsart som först beskrevs av Bruner, L. 1911.  Orphula crassa ingår i släktet Orphula och familjen gräshoppor. Inga underarter finns listade i Catalogue of Life.